# Томас Гатчинсон
Томас Гатчинсон (англ. Thomas Hutchinson; 9 вересня 1711 — 3 червня 1780) — останній цивільний британський губернатор колонії Массачусетс 1771-1774 років, історик, письменник. Відомий завдяки своєму історичному твору «Історія Массачусетської затоки», вперше опублікована 1764 року. Був противником колоніальному руху за незалежність тринадцяти британських колоній. Під тиском з боку революціонерів був вимушений емігрувати в Англію.